# 塞爾維亞外交
塞爾維亞與188個聯合國成員國、巴勒斯坦國、梵蒂岡、馬尔他騎士團和歐盟建立了外交關係，在全球設有65個使館和23個領事館，在塞爾維亞則有69個外國使館，5個領事館和4個聯絡處。塞尔维亚共和国外交部为塞尔维亚政府中负责外交事务的部门，现任外交部长为伊万·姆拉基奇。塞爾維亞於2000年11月1日加入聯合國。2007年12月，塞爾維亞議會通過一項決議，正式宣布該國的軍事中立立場，該決議使加入任何軍事同盟的決定必須經過全民公決。

## 「四大支柱」
塞爾維亞前總統鮑里斯·塔迪奇表示，塞爾維亞外交政策的「四大支柱」是中國、歐盟、美國和俄羅斯。

### 與中華人民共和國的關係
1955年1月2日，中华人民共和国与南斯拉夫社会主义联邦共和国建交。1992年4月27日，因南斯拉夫解体，改由南斯拉夫联盟共和国继承原南斯拉夫社会主义联邦共和国与中华人民共和国的关系。
中華人民共和國政府在1999年科索沃戰爭期間支持南斯拉夫聯盟共和國，反對北約轟炸南斯拉夫，對美军轰炸中国驻南联盟大使馆非常不滿。中國反對北約干預科索沃事務，擔心會影響台海局勢和鼓動中國西部的分離主義。
由于中国长期在科索沃等问题上支持塞尔维亚，加上两国多有合作，两国關係也被形容为“鋼鐵般的友誼”。中華人民共和國認為科索沃問題類似於台灣問題，2008年科索沃單方面宣佈獨立後，中國外交部對此表示“嚴重關切”，至今仍不承認科索沃的独立。
2009年8月，塞尔维亚与中国簽署戰略伙伴協議，成为中国在中东欧地区的第一个战略伙伴。2016年6月17日，中共中央总书记、中国国家主席习近平对塞尔维亚进行国事访问，两国建立全面战略伙伴关系。
2016年中国同塞尔维亚签署普通护照互免签证协议，并于2017年生效。自2017年武契奇担任塞尔维亚总统后，两国关系愈发亲密，塞尔维亚更是积极参与了由中国主导的“一带一路”。2018年9月18日，武契奇出席了在中国举办的夏季達沃斯论坛，并会晤了中共中央总书记、中国国家主席习近平等中方领导人。
中國是塞爾維亞在亞洲區域內最重要的貿易伙伴。据中国海关统计，2019年1月至8月两国双边贸易额8.4亿美元，其中中方出口额6.2亿美元，进口额2.2亿美元，同比增长42.6%。塞爾維亞主要向中國出口天然橡膠、橡膠產品、機械設備、軟木、木材等。而中國則主要向塞爾維亞出口機械設備、製造業產品、衣物、鞋製品、紡織、化學品及大宗物品。

### 與歐盟的關係

未来扩大计划
成员国
候选国
计划中的扩大区域
加入可能

塞爾維亞的外交政策側重於實現成為歐盟成員國的戰略目標。塞爾維亞於2008年4月29日簽署《穩定與團結協定》（SAA），並於2009年12月22日正式申請加入歐盟。它於2012年3月1日獲得正式候選人資格，2013年6月28日，歐洲理事會批准了部長會議的結論和建議，以開放與塞爾維亞的加入談判，塞爾維亞於2014年1月21日開始加入談判，並於1月21日在布魯塞爾歐洲理事會舉行了第一次政府間會議。歐盟委員會認為塞爾維亞可能在2025年加入，但欧盟方面要求塞尔维亚必须先承认科索沃的独立地位，而塞尔维亚并不愿对此作出妥协，2013年4月19日在欧盟的斡旋下，塞爾維亞和科索沃在布鲁塞尔缔结協定，承諾雙方將推動關係正常化。

### 與美國的關係
在南斯拉夫解體期間，美國參與了隨之而來的戰爭和衝突，特別是與社會主義南斯拉夫的繼承國塞爾維亞（當時被稱為南斯拉夫聯盟共和國），在此期間許多塞爾維亞難民移居美國。美國於1999年實施制裁並發起了北約對南斯拉夫的轟炸行動。2000年，美國與南斯拉夫之間的外交關係得以恢復，對南斯拉夫聯邦共和國的制裁2001年1月被解除。黑山於2006年獨立後塞爾維亞成為繼任國，繼續維持先前由南斯拉夫聯盟共和國維持的關係。
塞爾維亞於2006年加入和平夥伴關係計劃和歐洲-大西洋夥伴關係理事會，開始與北約開展合作和對話。2008年2月15日，親西方的鮑里斯·塔迪奇（BorisTadić）贏得了2008年塞爾維亞總統大選。選舉結果出爐僅幾天后，2008年2月17日科索沃宣布獨立，旋即得到美國承認。在科索沃宣佈獨立後塞爾維亞的騷亂中，美國撤離使館人員，使館建築遭到破壞。塞爾維亞則暫時從美國撤回了大使表示抗議。但美國駐貝爾格萊德大使館僅關閉了幾天，時任美國大使卡梅倫·蒙特表示騷亂不會導致兩國關係惡化。
在2016年美国总统大选之前，塞爾維亞總統武契奇参加了2016年9月举行的克林顿基金会全球倡议年度会议。武契奇在采訪中表示，尽管他出席了克林顿基金会的会议，但他在美国大选中保持中立：“塞尔维亚是一个小国，在美国人做出的决定中，它会选择站在自己一边”。

2019年10月4日，美國總統唐納·川普任命理查德·格倫內爾為塞爾維亞和科索沃和平談判特別總統特使。經過幾個月的外交談判，塞爾維亞和科索沃於2020年1月20日同意恢復貝爾格萊德和普里什蒂納之間中斷了二十年的航班。2020年9月4日，塞爾維亞總統武契奇和科索沃總理霍蒂在白宮簽署经济正常化协议。協議包括包括鐵路和公路運輸更自由的過境，而雙方都同意與美國進出口銀行和美國國際開發金融公司合作，並加入迷你申根區。

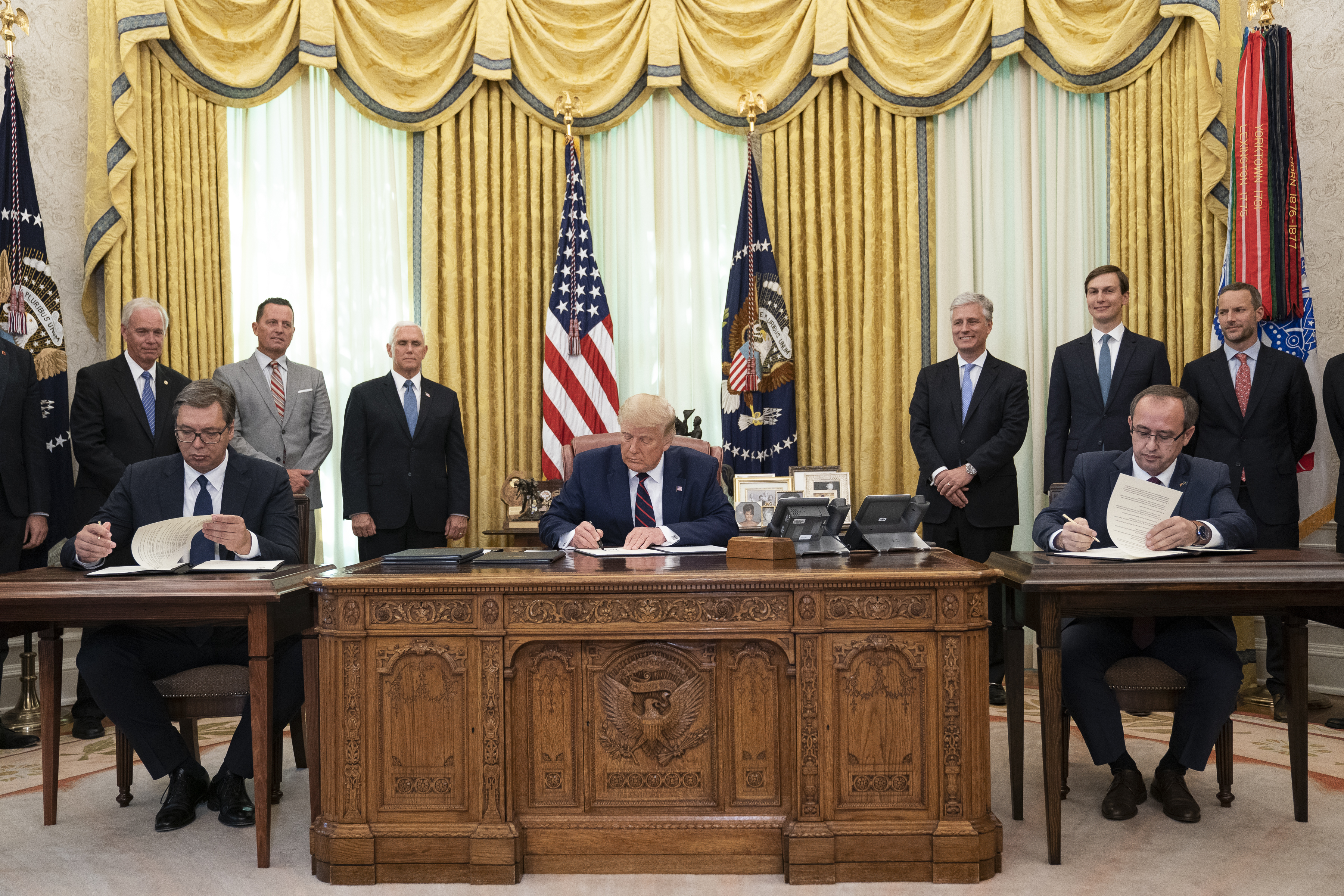
塞尔维亚总统亚历山大·武契奇（左）、美国总统唐纳德·特朗普（中）和科索沃总理阿夫杜拉·霍蒂（右）在白宫签署2020年科索沃和塞尔维亚的经济协定

### 與俄羅斯的關係
外界將塞爾維亞與俄羅斯的關係描述為“具有數百年歷史的宗教，民族和政治同盟”。1998年，科索沃戰爭爆發，隨後南斯拉夫與西方的關係破裂，北約轟炸南斯拉夫，俄羅斯對此表示強烈譴責。1999年3月，俄羅斯總統鮑里斯·葉利欽將北約對南斯拉夫的軍事行動描述為“公開侵略”。俄羅斯在聯合國譴責北約，並支持北約對塞爾維亞的空襲是非法軍事行動的說法。 
2008年1月，莫斯科和贝尔格莱德达成了一项协议，塞尔维亚石油和天然气公司51%的股份转让给俄罗斯天然气工业股份公司，交换条件是4亿欧元和5.5亿欧元的投资。后来，俄罗斯天然气工业股份公司将其在塞尔维亚石油和天然气公司的股份增加到56.5%。
2008年2月17日科索沃單方面宣佈獨立後，俄羅斯外交部對此發表譴責聲明，支持塞爾維亞，並要求聯合國介入。俄羅斯總統普京發表聲明表示對科索沃單方面宣布獨立的任何支持都是“不道德和非法的”，幾個大國對科索沃的承認是“一個可怕的先例”，“打破了國際關係的整個體系”，在這一聲明宣布之後，正在對塞爾維亞進行訪問的俄羅斯當選總統梅德韋傑夫重申支持塞爾維亞及其對科索沃的立場。3月23日，普京下令对科索沃塞族飞地进行紧急人道主义援助。

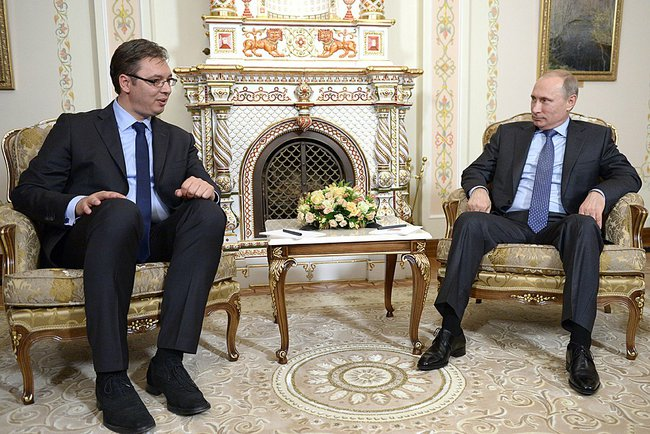
2014年塞尔维亚总理亚历山大·武契奇和俄罗斯总统弗拉基米尔·普京在莫斯科

自2014年西方對俄羅斯實施制裁以來，俄羅斯尋求鞏固與塞爾維亞的關係，塞爾維亞總統武契奇於2017年12月對俄羅斯進行了訪問，被認為是兩國数十年停滞关系的结束。尽管俄罗斯反对科索沃独立，但俄罗斯支持美國總統唐纳德·特朗普斡旋的2020年科索沃和塞尔维亚之间的正常化协议。

## 周边国家

### 與科索沃的關係

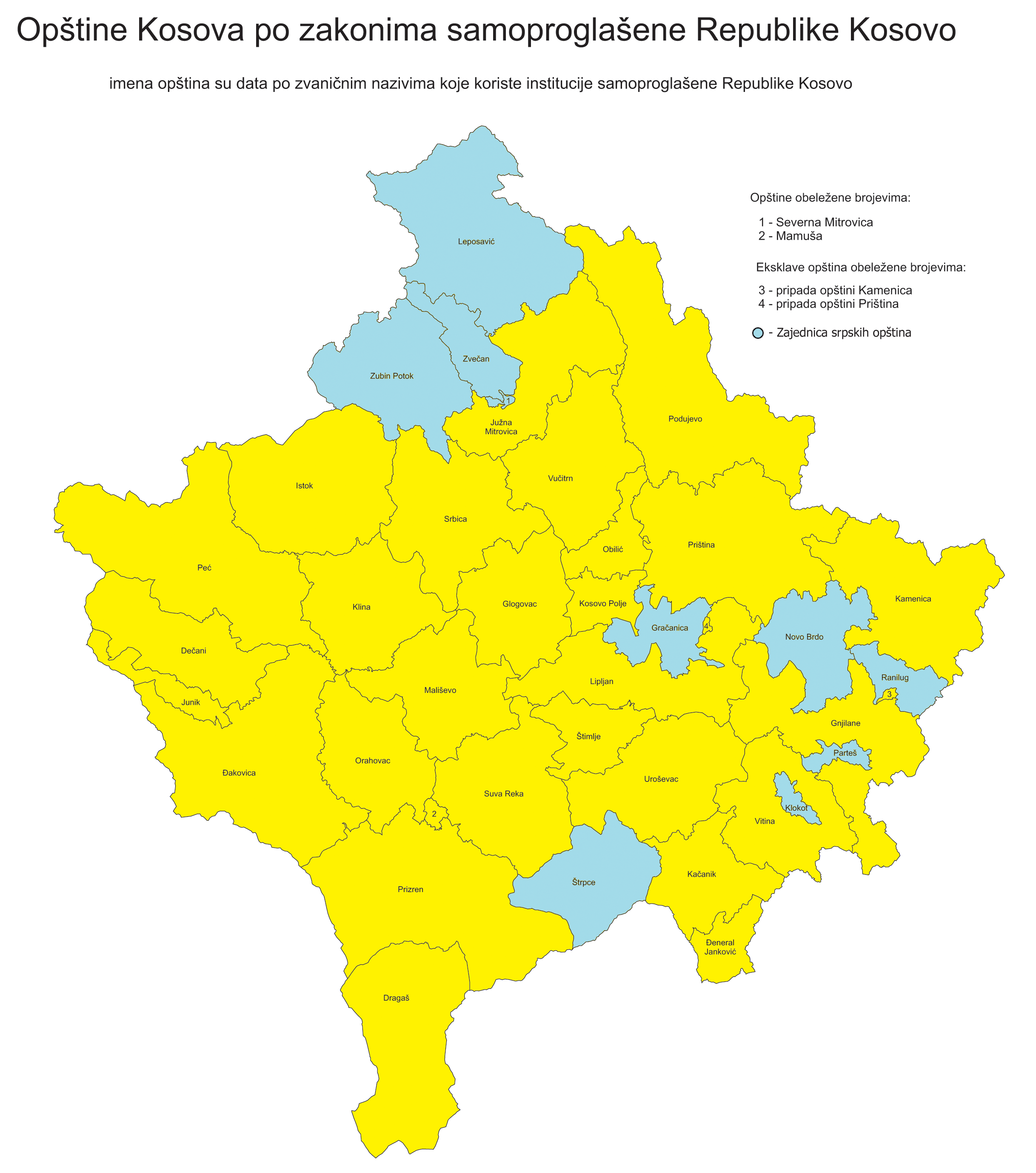
科索沃境内的塞族市镇社区

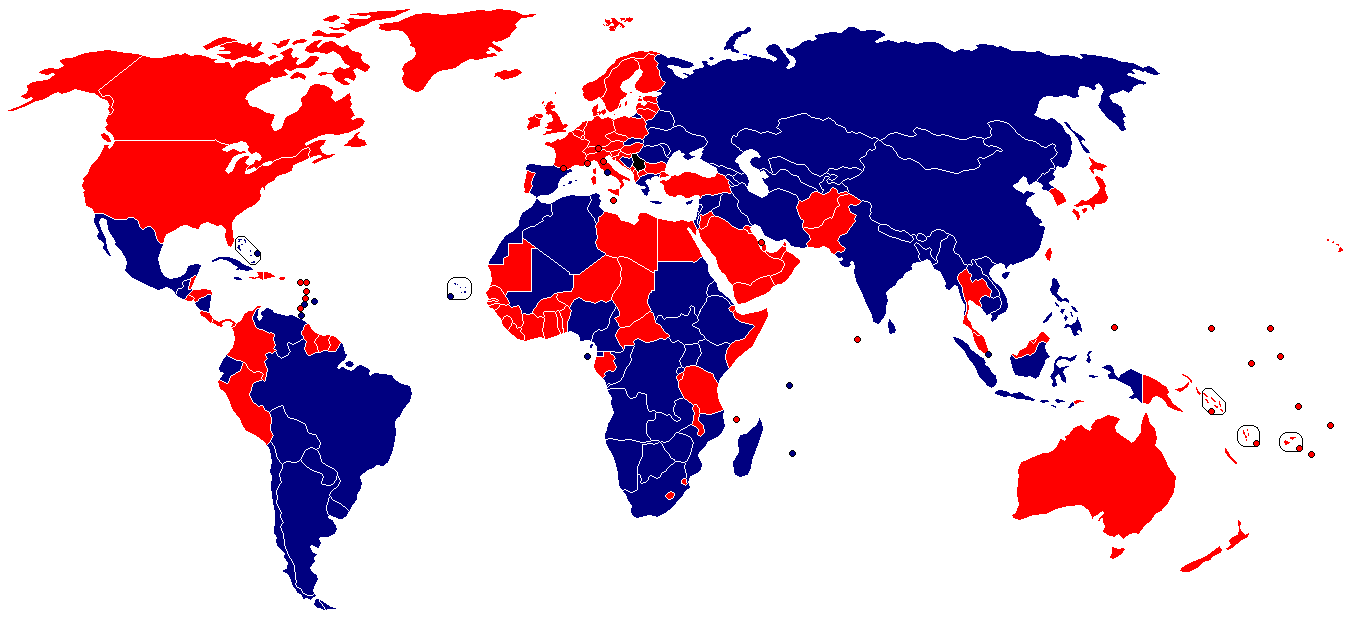
科索沃問題
塞爾維亞
認為科索沃是塞爾維亞一部分的國家或地区
承認科索沃為獨立的國家或地区

科索沃與塞爾維亞之間關係長期以來處於緊張狀況，2008年2月17日，科索沃在塞爾維亞不承認的情況下單方面宣布獨立，並且隨即獲得許多國家的承認。塞爾維亞隨即召回駐所有與科索沃建交之國家的大使，甚至在2008年7月撤離所有駐歐洲大使，並且以叛國罪起訴科索沃領導人。2008年8月15日，塞爾維亞外交部部長武克·耶雷米奇向聯合國提出召開國際法院，要求對於科索沃獨立一事提供諮詢意見。
2013年2月6日，時任塞爾維亞總統托米斯拉夫·尼科利奇和科索沃總統阿蒂費特·亞希雅加雙方前往布魯塞爾會面，這也是2008年科索沃宣布獨立後首次雙方總統直接進行會談。而在這次會談中雙方除了同意彼此與歐洲聯盟皆保持一定互動關係外，也同意派遣聯絡官前往對方首都以方便之後進行交流，但是塞爾維亞方面反對以「大使」稱呼聯絡官。
2013年4月19日科索沃和塞爾維亞雙方政府正式達成協議，這項協議除了得以讓彼此關係更為正常化外，同時也滿足兩個國家得以申請加入歐洲聯盟的基本條件之一。其中塞爾維亞承認科索沃政府對塞族聚居的北科索沃（North Kosovo）地區擁有管轄權，而科索沃則允許北科索沃的塞族擁有自治權，且塞爾維亞得以協助北科索沃建立其獨立的警察與司法機構。
2020年9月4日，塞尔维亚总统亞歷山大·武契奇与科索沃总理阿夫杜拉·霍蒂在美国總統的主持下，在白宫签署经济正常化协议。協議還規定，一年以内，科索沃将暂停寻求加入任何国际组织，塞尔维亚也暂停要求其他国家和国际组织不承认科索沃为独立国家。

### 與蒙特內哥羅的關係
2000年南聯盟大選後，執政十多年的塞爾維亞強人米洛塞維奇被迫下台，使得歐盟與南聯盟恢復外交關係。但塞爾維亞與蒙特內哥羅間的關係並沒有因為西方國家支持維持現狀而改善。後來在歐盟的調停下，雙方於2002年3月14日在貝爾格萊德簽署協議，決定將聯邦變為由兩個各自擁有經濟、貨幣以及關稅決定權的半獨立（semi-independent）國家所組成，並且更名為「塞爾維亞與蒙特內哥羅」。另外依據此協定通過了聯邦的新憲章，明定憲章通過三年後任何一方都有權提出脫離聯邦。蒙特內哥羅於2006年5月21日舉行独立公投，獨派以55.5%的微弱優勢決定終止與塞爾維亞的聯邦關係（歐盟規定的有效結果票數為55%）。6月3日，蒙特內哥羅议会正式宣佈獨立，6月28日蒙特內哥羅正式加入聯合國。

在與蒙特內哥羅的聯盟解散後，塞爾維亞繼承了原聯盟的外交機構及其所有財產，塞爾維亞外交機構繼續在沒有蒙特內哥羅外交機構的國家為蒙特內哥羅公民服務。塞爾維亞與蒙特內哥羅政府表示有興趣實行共同的外交政策。

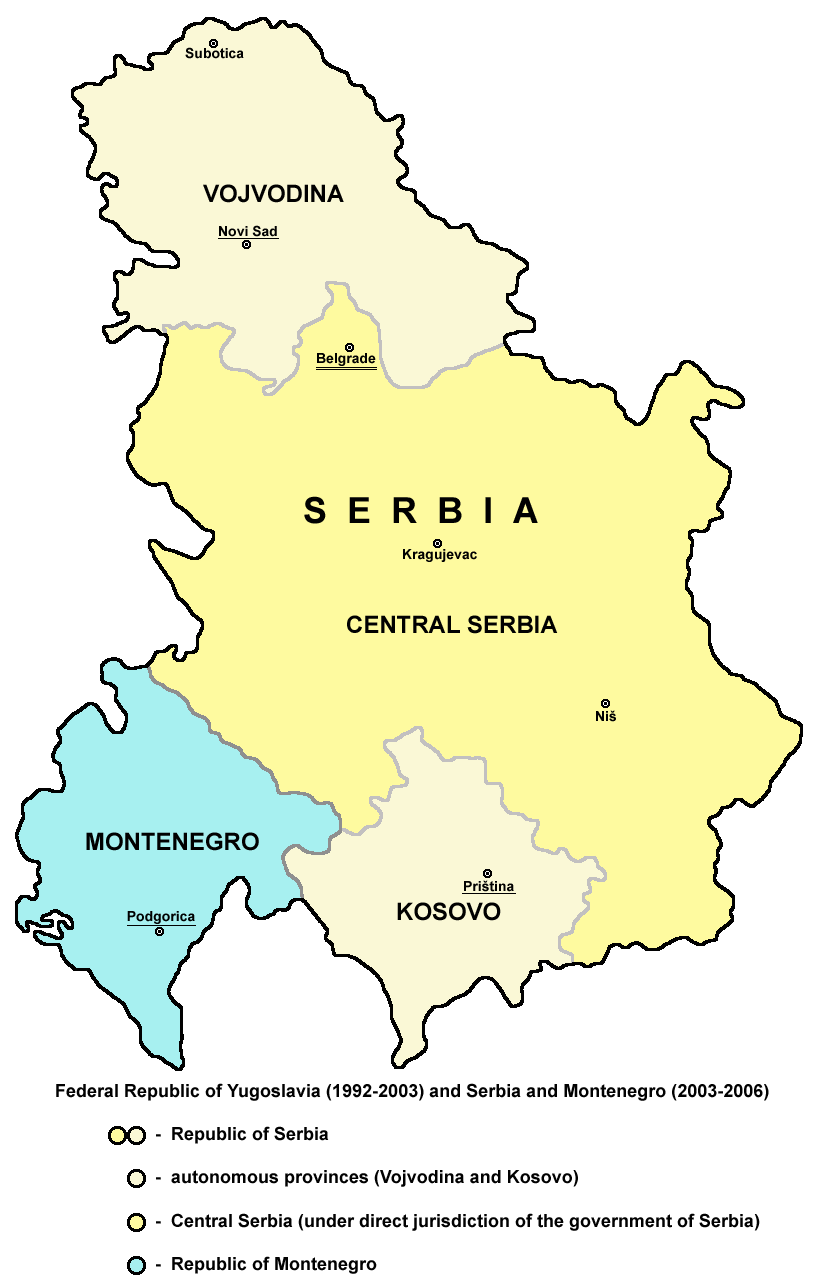
塞尔维亚和黑山的地图

### 與阿爾巴尼亞的關係
阿爾巴尼亞在貝爾格萊德設有大使館，塞爾維亞在地拉那也設有大使館。兩國都是歐洲委員會、歐洲安全與合作組織（歐安組織）、中歐自由貿易協定（CEFTA）和黑海經濟合作組織（BSEC）的成員，亦都是加入歐盟的官方候選國。但兩國在科索沃問題上分歧嚴重。阿爾巴尼亞總理埃迪·拉馬於2014年11月10日訪問了塞爾維亞，并与塞爾維亞總理亞歷山大·武契奇首腦會晤。而當拉馬表示科索沃的獨立性是“不可否認”和“必須得到尊重”時，武契奇指責拉馬“挑釁”。

### 與波士尼亞與赫塞哥維納的關係
1992年2月19日，波士尼亞與赫塞哥維納在境內塞爾維亞人抵制的情况下，就独立问题举行公民投票。投票结果显示，约占人口62.8%的穆斯林族和克罗地亚族支持独立。3月3日，波士尼亞與赫塞哥維納议会在塞爾維亞人议员缺席抵制的情况下宣布独立，致使民族矛盾激化。4月6日，就在欧洲共同体承认波斯尼亞和黑塞哥維那共和國独立的當天，其境内5个塞爾維亞人自治区宣布联合成立塞族共和国，独立于波士尼亞與赫塞哥維納之外，但依然留在南斯拉夫社會主義聯邦共和國之内。塞尔维亚人的行动立即招致了波士尼亞與赫塞哥維納政府的镇压，驻扎在波士尼亞與赫塞哥維納境内的南斯拉夫人民军亦招穆斯林和克罗地亚两族武装部隊的攻击。4月7日，南斯拉夫人民军出动飞机轰炸了克罗地亚族武装力量的弹药库，武装冲突骤然升级。冲突由首都萨拉热窝向外蔓延，酿成全面内战。
1994年3月波士尼亞與赫塞哥維納境內的穆斯林和克羅埃西亞人雙方同意共组联邦，以共同对抗境內塞爾維亞人。1995年11月21日各方签署代顿和平协定，结束内战，并把波士尼亞與赫塞哥維納分为波黑联邦以及塞族共和国两个政治实体。在這次的内战中波士尼亞與赫塞哥維納境內共有20万人死亡，超过200万人流离失所。战争结束後，北约在波士尼亞與赫塞哥維納的境內继续驻扎维和部队，2004年底由欧盟所取代。

### 與北馬其頓的關係
南斯拉夫联邦共和国于于1996年4月8日同马其顿共和国建立了外交关系。北马其顿在塞尔维亚首都贝尔格莱德有大使馆，塞尔维亚在北马其顿首都斯科普里也有大使馆，在比托拉市也有名誉领事馆。在2008年10月马其顿共和国承认科索沃独立后，雙邊关系破裂了几个月。但是塞尔维亚和马其顿共和国旋即同意重新建立双边关系。2017年12月，马其顿共和国总理佐兰·萨耶夫宣布支持科索沃加入联合国教科文组织。塞尔维亚政府答复说，如果他们继续这种努力，他们将不再承认这个国家的名称为马其顿共和国。塞尔维亚外交部长伊维卡·达契奇表示这是“佐兰·萨耶夫政府伪善的一个例子”。

## 其他國家

### 與中華民國的關係
塞尔维亚的前身南斯拉夫聯邦人民共和國曾於1945－1949年外交承认中華民國。1949年10月，南斯拉夫承认中华人民共和国并寻求建交。由於苏南决裂，中华人民共和国并未予以答复。1954年，随着南斯拉夫与以苏联为首的社会主国家关系缓和，再次寻求与中华人民共和国建交。经过谈判，南斯拉夫与中华人民共和国于1955年1月建交。
1958年中華人民共和國因南斯拉夫抵制蘇聯爲共產主義國家之首一事再次與南斯拉夫交惡。1958年8月23日，金门炮战爆發，铁托抨擊中華人民共和國的做法是“对全世界的威胁”，“有害于亚洲和平”。1958年後南斯拉夫的代表曾多次在东南亚的國際會議上同中華民國的代表接觸，希望兩國復交以對抗蘇聯和中華人民共和國，并表示可以为中華民國提供军事援助。隨著與中華人民共和國關係的破裂，南斯拉夫开始在政府刊物上刊登中华民国国旗，把中華民國称为中国，以中国总统称呼蒋介石。然而出于对共产党国家的提防，中華民國政府並沒有与南斯拉夫建交。
2008年科索沃宣布独立，中华民国立即予以承认。
2017年10月16日，塞爾維亞地方經濟發展聯盟執行長尤芳諾維奇（Violeta Jovanovic）與塞爾維亞地方政府5位市長訪問中華民國。

### 与北朝鲜的关系
1948年10月30日，朝鲜民主主义人民共和国与塞尔维亚的前身南斯拉夫社會主義聯邦共和國建交，南斯拉夫是欧洲最早承认北朝鲜并建交的国家之一。北朝鲜不承认科索沃共和国，并视科索沃为塞尔维亚的一部分。
自1992年起，北朝鲜對塞爾維亞的相關事務由北朝鲜駐保加利亚大使館兼轄。塞爾維亞對北朝鲜的相關事務則由塞爾維亞駐中华人民共和国大使館兼轄。

### 與越南的關係
1991年原南斯拉夫社會主義聯邦共和國解體後，南斯拉夫聯盟共和國繼承了原南斯拉夫社會主義聯邦共和國與越南的關係。2008年2月科索沃宣布脫離塞爾維亞獨立後，越南駐聯合國大使黎良明重申越南政府立場，表示「科索沃單方面宣布獨立違反了聯合國安全理事會第1244號決議，只會使科索沃和巴爾幹半島的局勢複雜化。」2011年2月23日，越南副總理范家謙與塞爾維亞外交部長武克·耶雷米奇舉行的會晤中，重申了越南將支持聯合國安全理事會的決議，尊重塞爾維亞的領土完整。越南對塞爾維亞的相關事務由越南駐羅馬尼亞大使館兼轄。塞爾維亞對越南的相關事務則由塞爾維亞駐印尼大使館兼轄。兩國政府近年正在考慮重新開放駐對方國家的大使館。

### 与马来西亚的关系
在2007年之前，马来西亚曾一度禁止塞尔维亚护照持有人入境，除非拥有马来内政部的批准信。同时，塞尔维亚和黑山公民也被禁止参加“马来西亚第二家园计划”。2008年8月，塞尔维亚和马来西亚的高级官员举行了自1991年以来的首次进行外交会议。此后，塞尔维亚外交部长武克·耶雷米奇说，该国可能在马来西亚设立大使馆。而双方签署的双边协议，使马来西亚取消了对塞尔维亚公民的所有签证限制。塞尔维亚通过駐印尼雅加达大使馆对马来西亚發簽證。而马来西亚则在贝尔格莱德设有大使馆。科索沃宣布独立后，马来西亚立即予以承认。

### 與印尼的關係
塞尔维亚与印尼的外交关系于1954年正式建立。不结盟运动加强了两国的外交关系，印度尼西亚第一任总统苏加诺和南斯拉夫总统约瑟普·布罗兹·铁托均是不结盟运动的创始人。南斯拉夫解体、1992-1995年波斯尼亚战争之后，双边关系一度恶化，印度尼西亚作为拥有最多穆斯林人口的国家，谴责塞尔维亚人基于种族和宗教对波斯尼亚穆斯林犯下的种族清洗罪行，一些印尼穆斯林和波斯尼亚穆斯林也因此展现出团结精神。双边关系直到2000年才恢复正常。2008年科索沃宣布独立后，印度尼西亚政府表示支持塞尔维亚的领土主权完整，不承认科索沃从塞尔维亚独立。然而，印度尼西亚敦促塞尔维亚始终以和平方式通过对话解决科索沃的冲突和分裂问题。印度尼西亚和塞尔维亚也同意在军事工业方面建立合作关系。
两国间合作还涉足其他领域，如旅游和文化。2014年2月25日，在贝尔格莱德举行的第36届国际旅游博览会上，为纪念印尼与塞尔维亚建交60周年，塞尔维亚举办了“印度尼西亚文化之夜”活动。印尼传统舞蹈、展览和蜡染时装表演为特色的文化表演出现在塞尔维亚。

### 與以色列的關係
以色列和南斯拉夫联盟共和国于1992年1月31日建立外交关系。以色列在贝尔格莱德设有大使馆，塞尔维亚在特拉维夫设有大使馆。南斯拉夫社会主义联邦共和国在1948年成为欧洲第二个承认以色列的国家。两国在经济和文化上有紧密联系，这得益于以色列境内大量来自前南斯拉夫的犹太人。
以色列與一些國家保持秘密的安全合作關係，以應對有安全挑戰，例如反恐和反擊伊朗等問題。
塞爾維亞和以色列之間的合作包括在反恐和反極端主義方面的合作。塞爾維亞與一些基地組織和伊斯蘭極端組織的成員有關聯，而以色列也是反恐方面的專家。因此，兩國可以通過情報和技術交流，進行合作，共同應對恐怖主義和極端主義問題。
此外，在中東地區的局勢變化中，以色列也通過與塞爾維亞等國家的合作，試圖加強在該地區的影響力和地位。這些合作可能包括在安全和情報領域的交流和合作，以及在經濟和能源等的投資和開發。總體而言，塞爾維亞和以色列在歐亞和中東地區的安全問題上有密切的聯繫。

2020年9月4日，在美國的斡旋下，塞爾維亞總統武契奇和科索沃總理霍蒂在美國簽署经济正常化协议，協議還包括塞爾維亞大使館遷至耶路撒冷，以及以色列和科索沃之間的相互承認。

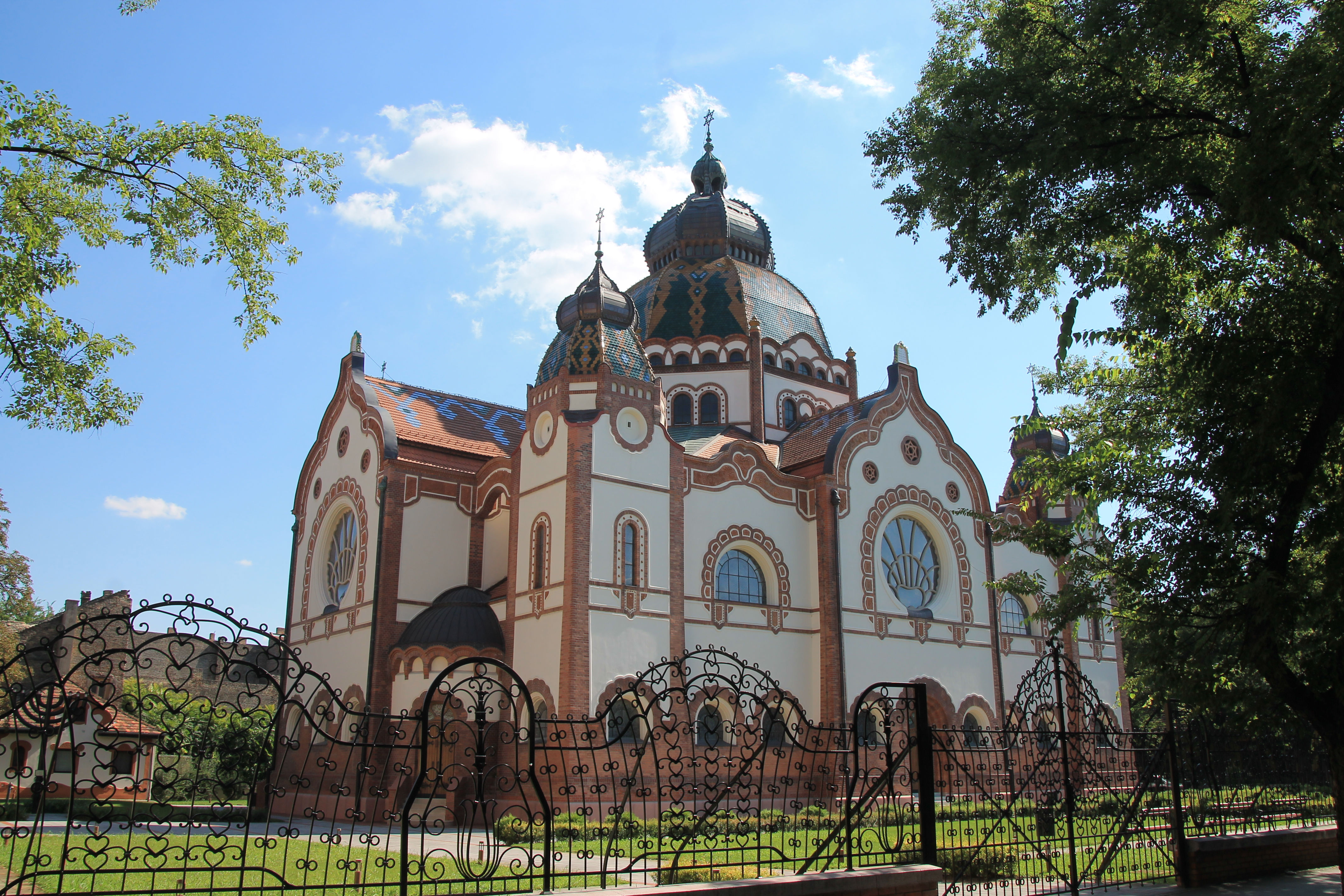
苏博蒂察犹太会堂

### 與土耳其的關係
土耳其国防部长维奇·哥努尔和塞尔维亚国防部长德拉甘·苏塔诺娃于2009年5月12日在安卡拉签署了国防合作协议，哥努尔说：“尽管我们没有共同的边界，但我们将塞尔维亚视为邻国。”苏塔诺娃表示：“我们正在考虑在国防工业中共同采取一些举措，例如土耳其或塞尔维亚的联合生产。”土耳其总统阿卜杜拉·居尔于2009年10月26日访问了塞尔维亚，成为自1986年以来第一位访问塞尔维亚的土耳其总统。
2013年10月，土耳其总理埃尔多安访问科索沃期间在演讲中说：“不要忘记，科索沃就是土耳其，土耳其就是科索沃。”无论什么时候访问科索沃，他“感觉就像在家里一样”。塞尔维亚外交部谴责称埃尔多安的言论“不能被视为友好”，而发表演讲的普里兹伦镇是塞尔维亚中世纪皇帝斯特凡·乌罗什四世的最初埋葬地。包括总理伊维察·达契奇和议长内博伊沙·斯泰法诺维奇在内的塞尔维亚政界人士都譴責了土耳其总理的讲话。10月26日，塞尔维亚外交部召见土耳其驻贝尔格莱德大使要求作出解释，托米斯拉夫·尼科利奇总统宣布塞尔维亚当天退出包括土耳其和波斯尼亚在内的三方会谈。
2016年3月，土耳其驻贝尔格莱德大使穆罕默德·凯末尔·博扎伊在接受采访时表示，尽管两国在科索沃问题上立场不同，但两国的外交合作非常好。在2016年土耳其政变期间，塞爾維亞在同一晚明确表示反对任何暴力政變的企图，并表示支持土耳其的民选政府。2016年12月，塞尔维亚国民议会副议长弗拉基米尔·马林科维奇出席了土耳其驻贝尔格莱德大使馆翻新大楼的开幕仪式，并表示两国之间的政治关系非常好。他表示，塞尔维亚所有国家机构全力支持土耳其克服2016年土耳其政变后的不良局势，塞尔维亚希望看到土耳其的稳定，这对整个地区非常重要。

### 与格鲁吉亚的关系
格鲁吉亚于1995年6月26日与塞尔维亚的前身南斯拉夫聯盟共和國建立外交关系。2008年俄罗斯－格鲁吉亚战争发生后，塞尔维亚曾经谴责联合国和国际社会在科索沃与南奥塞梯问题上执行双重标准，但是并没有追随俄罗斯承认阿布哈兹和南奥塞梯，而格鲁吉亚也不承认科索沃政府的合法性，并且禁止科索沃护照持有人入境或过境。